# Procryptocerus hirsutus
Procryptocerus hirsutus är en myrart som beskrevs av Carlo Emery 1896. Procryptocerus hirsutus ingår i släktet Procryptocerus och familjen myror.

## Underarter
Arten delas in i följande underarter:
- P. h. convexus
- P. h. hirsutus